# Niels Ferguson
Pour les articles homonymes, voir Ferguson.
Niels Ferguson, cryptologue néerlandais et consultant en sécurité informatique.

## Biographie
Niels Ferguson est coauteur avec Bruce Schneier et John Kelsey de plusieurs primitives cryptographiques comme le chiffrement par bloc Twofish ou le générateur de nombres pseudo-aléatoires Yarrow. Il a aussi participé avec Bruce Schneier à l'écriture du livre "Practical Cryptography". Ferguson a aussi conçu la méthode d'authentification "Michael" utilisée dans le protocole WPA utilisé pour la protection des réseaux Wi-Fi. Il a aussi contribué à plusieurs attaques contre Rijndael et Akelarre.
Travaillant désormais à son propre compte en tant que consultant, il fut employé de l'entreprise de Bruce Schneier Counterpane Systems de 1998 à 2001.